# Doornstaartboomleguaan
De doornstaartboomleguaan (Uracentron azureum) is een hagedis uit de familie kielstaartleguanen (Tropiduridae).

## Naam en indeling
De wetenschappelijke naam van de soort werd voor het eerst voorgesteld door Carl Linnaeus in 1758. Oorspronkelijk werd de wetenschappelijke naam Lacerta azurea gebruikt. De geslachtsnaam Tropidurus verving ooit de al eerder gebruikte naam Uracentron, maar deze wijziging is weer teruggedraaid.
De soortaanduiding caerulea betekent blauw, terwijl de hagedissen in werkelijkheid juist helder groen van kleur zijn. Dit is te danken aan de eerste beschreven exemplaren, die blauw van kleur waren. Deze kleur werd echter veroorzaakt doordat de dieren in alcohol waren geconserveerd, en alcohol breekt de gele kleurstoffen af zodat de blauwe pigmenten overblijven en de huid een intens blauwe kleur krijgt. Een dergelijke vergissing is ook begaan bij andere soorten dieren, zoals de koraalteenboomkikker (Ranoidea caerulea).

### Ondersoorten
Er worden drie ondersoorten erkend die onderstaand zijn weergegeven, met de auteur en het verspreidingsgebied.
| Naam                         | Auteur          | Verspreidingsgebied                 |
| ---------------------------- | --------------- | ----------------------------------- |
| Uracentron azureum azureum   | Linnaeus, 1758  | De rest van het verspreidingsgebied |
| Uracentron azureum guentheri | Boulenger, 1894 | Brazilië, Peru                      |
| Uracentron azureum werneri   | Mertens, 1925   | Venezuela, Colombia                 |

## Uiterlijke kenmerken
Het lichaam doet door de korte staart wat gedrongen aan, de kop is relatief groot. De totale lichaamslengte is ongeveer dertien centimeter, waarvan het grootste deel bestaat uit de staart.
De hagedis heeft een heldere grasgroene kleur en een donkere, meestal zwarte bandering die vaak sterk afsteekt en over het hele lichaam aanwezig is van staart tot kop. De soortnaam azureum betekent 'blauw' en niet groen. Dit komt omdat de leguaan op sterk water omkleurt naar helder blauw onder invloed van alcohol en hieraan is de naam te danken. De poten zijn erg lang en dun en eveneens gebandeerd en de naam is te danken aan de zeer stekelige basis van de staart, terwijl de rest van het lichaam 'normale' kleine schubben heeft. Dit is een belangrijk verschil met de soorten uit het geslacht Tropidurus, die er verder sterk op lijken. Door de stekels op de staart doet deze zaag-achtig aan en de lokale bevolking gelooft dat de leguaan met zijn staart een boom om kan zagen door om een stam te lopen en met de staart een insnede te maken rondom de stam..

## Verspreiding en habitat
De doornstaartboomleguaan komt voor in delen van noordelijk Zuid-Amerika en leeft in de landen Brazilië, Colombia, Frans-Guyana, Guyana en Suriname en mogelijk ook in Bolivia. De habitat bestaat uit tropische en subtropische bossen, vaak in de buurt van water. Meestal kiest deze soort beboste plekken met hoge bomen waar hij op de takken in de kruin zont en jaagt.
Het voedsel bestaat grotendeels uit mieren en daardoor is de soort erg moeilijk in gevangenschap (terrarium) te houden. De vrouwtjes zetten eieren af.

## Beschermingsstatus
Door de internationale natuurbeschermingsorganisatie IUCN is de beschermingsstatus 'veilig' toegewezen (Least Concern of LC).